# Renzo Pasolini

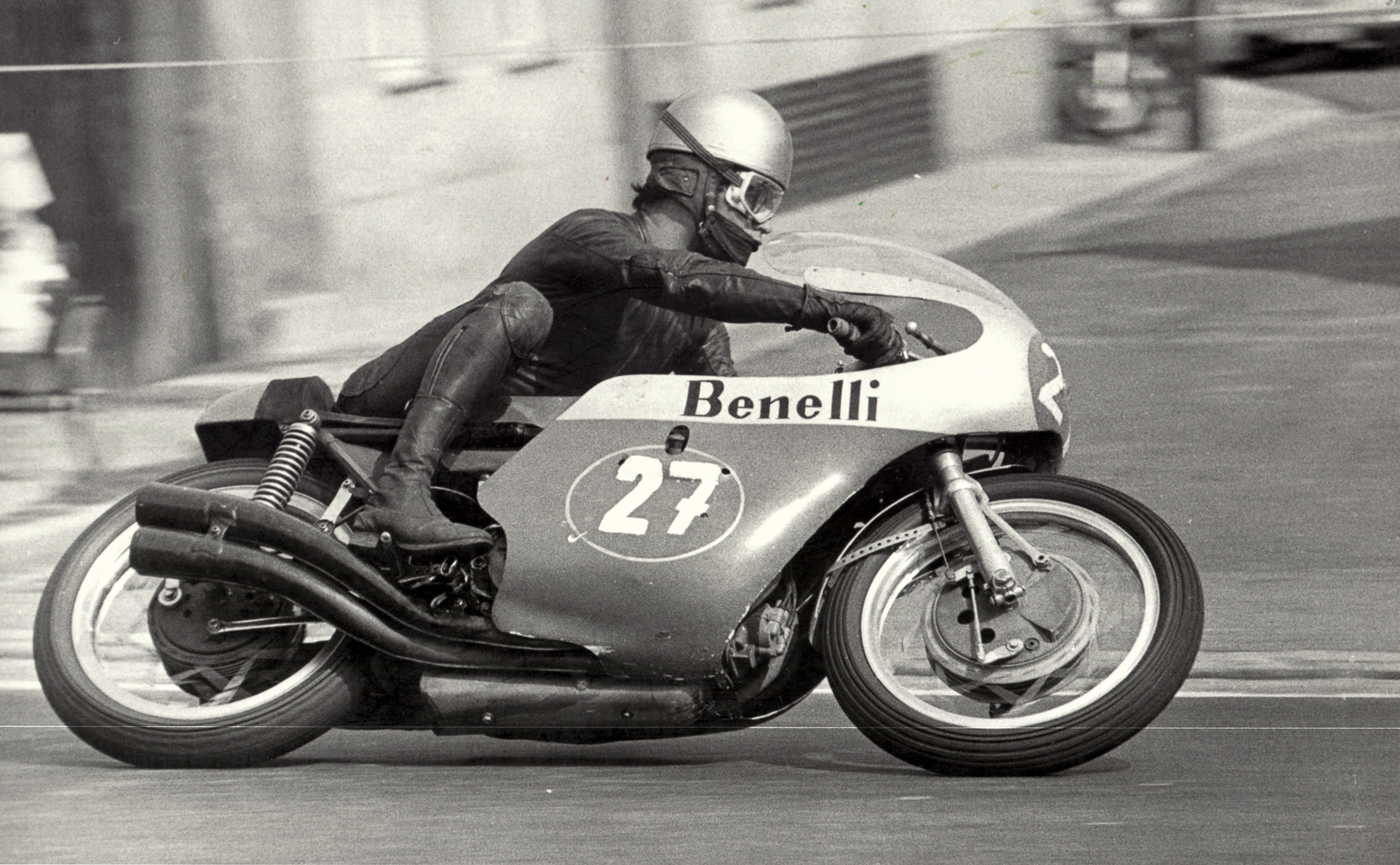
Renzo Pasolini in 1969

Renzo Pasolini (Rimini, 18 juli 1938 - Monza, 20 mei 1973) was een Italiaans motorcoureur in de jaren zestig en -zeventig.
Renzo "Paso" Pasolini werd door velen beschouwd als een roekeloos en wild coureur, maar dat bezorgde hem ook een grote populariteit. Zijn rijstijl veroorzaakte ook vaak technische problemen en zijn trouw aan het merk Aermacchi leverde hem nooit een wereldtitel op. Als hij bochten aansneed leek het vaak of hij van zijn machine zou vallen. Ook zijn houding op de motorfiets was kenmerkend: zowel zijn ellebogen als zijn knieën staken ver naar buiten. 

## Privéleven
In zijn jeugd wilde Renzo Pasolini eigenlijk bokser worden en later, toen hij al motorcoureur was, hield hij in de wintermaanden met boksen en motorcross zijn conditie op peil. Zijn vader Massimo was garagehouder en hij verhuisde in 1949 naar Varese om in dienst te treden bij Aermacchi. Renzo werd daar racemonteur. Vader Massimo zelf reed in 1956 een aantal wereldrecords met een 50- en 75 cc Aermacchi's die door Lino Tonti waren ontwikkeld in de windtunnel van de Aermacchi-vliegtuigfabriek. Renzo ging in 1958 motorcrossen. Hoewel hij zijn conditie met veel sporten op peil hield, rookte hij ook en hij hield van feesten. Tijdens zijn dienstplicht in Sardinië ontmoette Renzo zijn vrouw Anna. Samen kregen ze twee kinderen: Sabrina (ca. 1964) en Renzo junior (Renzo Stefano, ca. 1970). 

## Carrière
Na enkele succesvolle jaren in de nationale motorcross, stapte hij over naar wegraces in de (in Italië populaire) 175cc-klasse. In 1962 debuteerde hij in het beginnelingenkampioenschap met een 175 cc Aermacchi en in dat jaar versloeg hij Giacomo Agostini twee keer.
Daarna moest hij vanwege zijn dienstplicht zijn carrière onderbreken. In 1964 racete hij in de nationale 250- en 350 cc seniorenklassen met de Aermacchi Ala d'Oro 250 en de Ala d'Oro 350. Hij werd vierde in de Grand Prix des Nations op Monza, wat hem de punten opleverde om dertiende te worden in het 350 cc wereldkampioenschap.
In 1965 reed hij in de nationale kampioenschappen voor Benelli, maar het was geen overstap. Renzo werd in goed overleg als coureur uitgeleend aan het team van Benelli. Aermacchi had geen "volbloed" fabrieksracers. Men gaf gedeeltelijke steun aan coureurs, maar de Ala d'Oro's waren eencilinder stoterstangenmotoren die het niet konden opnemen tegen echte racemachines. Benelli bouwde viercilinders met dubbele bovenliggende nokkenassen die het moesten opnemen tegen de topmachines van Yamaha, Honda en MV Agusta. In de 250cc-klasse werd Pasolini tweede achter Tarquinio Provini (Benelli), in de 350cc-klasse werd hij derde achter Agostini en Giuseppe Mandolini. In het wereldkampioenschap reed hij met de Aermacchi's, maar hij concentreerde zich op de 350cc-klasse. In de 250cc-klasse startte hij alleen in de Lightweight 250 cc TT, waar hij uitviel, en in de TT van Assen, waar hij achtste werd. Het eiland Man bracht hem nog geen succes, want ook in de Junior TT viel hij uit. Verder startte hij met de 350 cc Aermacchi in Duitsland, Assen, Tsjechoslowakije en Monza en overal scoorde hij punten. Hij werd achtste in het WK
In 1966 waren de resultaten in nationale races wisselend, maar hij won de laatste race om het kampioenschap van Italië met de nieuwe Benelli 500 cc viercilinder. In het 250 cc WK startte hij alleen in Spanje, waar hij derde werd, en in Frankrijk. Hier werd hij achtste. In de 350cc-klasse eindigde hij als derde in het kampioenschap, met als beste resultaat de tweede plaats in Monza. In dit seizoen brak Tarquinio Provini zijn rug tijdens de Isle of Man TT en hij moest zijn carrière beëindigen.
Renzo Pasolini werd in 1967 zijn vervanger bij Benelli. De Benelli 500 4C zou het hoofd moeten bieden aan Mike Hailwood's Honda RC 181 en Giacomo Agostini's MV Agusta 500 3C. In de Mototempora Romagnola, een serie Italiaanse internationale wedstrijden in het voorseizoen, ging dat redelijk. Pasolini won in Modena en werd tweede in Riccione. In het 500 cc wereldkampioenschap lukte echter niets: Paso viel uit in alle wedstrijden waar hij aan de start kwam. In de 350cc-klasse finishte hij twee keer: in Duitsland en in Assen, en beide keren werd hij derde.
In 1968 kreeg de 350 cc Benelli vier kleppen per cilinder. Paso's kansen werden ook groter omdat Honda zich uit het WK had teruggetrokken. De Honda-coureurs, die al gecontracteerd waren, mochten hun machines houden en in wedstrijden buiten het wereldkampioenschap aan de start komen. In de 350 cc "Shell Golden Shell", een internationale race in Italië, deed Hailwood dat ook, maar hij viel uit. Pasolini won deze race. In het 350 cc WK was niemand opgewassen tegen Agostini, maar Pasolini wist toch tweede in het WK te worden. Ook de 500 cc Benelli was vernieuwd, maar in het WK werd hij slechts één keer ingezet, in Monza, waar Pasolini geen kans maakte tegen Agostini met de MV Agusta doordat zijn motor niet goed liep. Hij wist wel tweede te worden. In de 250cc-klasse startte Pasolini twee keer: hij werd tweede in de Lightweight 250 cc TT en derde in de TT van Assen.
| Al sinds het begin van de jaren zestig kwamen Renzo Pasolini en Giacomo Agostini elkaar regelmatig op de circuits tegen. Ago beschikte over het algemeen over betere machines, vooral toen hij gecontracteerd werd door MV Agusta. De Italiaanse fans waren in twee kampen verdeeld: Pro "Ago" en pro "Paso". Pasolini was de underdog, de brildragende familievader die het moest doen met weinig geld en slechte motorfietsen, Agostini was de knappe, rijke playboy die altijd het beste materiaal had. Pasolini en Agostini beschouwden deze rivaliteit in interviews voor televisie en tijdschriften vaak met de nodige humor, maar toch ontstond in 1969 het plan een duel tussen beiden te organiseren om vast te stellen wie de beste was. Er werd zelfs een flink geldbedrag voor de winnaar in het vooruitzicht gesteld. Benelli en MV Agusta waren echter niet blij met het idee en uiteindelijk stak de Federazione Motociclistica Italiana er een stokje voor. |

In 1969 was Pasolini van plan toe te slaan in de 250- en de 350cc-klassen. Yamaha was ook als fabrieksteam gestopt en dat bood vooral mogelijkheden in de 250cc-klasse. Paso viel, ondanks zijn spectaculaire rijstijl, niet vaak, maar in 1969 gebeurde dat wel. Bovendien raakte hij ook steeds geblesseerd, waardoor hij een aantal wedstrijden moest missen. Al in zijn eerste WK-race, de 250cc-race in Jarama (Spanje), raakten zijn machine en die van Santiago Herrero elkaar. Pasolini moest zijn Benelli plat gooien om te voorkomen dat hij de vangrail zou raken. Pasolini lag op dat moment aan de leiding en had ook de snelste ronde gereden. Hij kon  de rest van de dag niet meer starten en miste dus ook de 350cc-race. Tijdens de training van de volgende race in Hockenheim brak Pasolini een sleutelbeen. Ondanks een spoedoperatie was hij niet fit voor de Isle of Man TT. Benelli haalde toen Kel Carruthers, die tot dat moment met een 350 cc Aermacchi reed, als vervanger in haar team. Ook Phil Read kreeg voor de gelegenheid een Benelli.
Carruthers moest even wennen aan de Benelli, waardoor Rodney Gould (Yamaha) enkele ronden lang de snelste tijden kon rijden. Carruthers ging daarna sneller, waardoor Gould en Phil Read vochten om de tweede plaats. Ze vielen echter allebei uit: de Yamaha van Rodney Gould viel in de derde ronde stil zonder benzine en Read had problemen met het schakelen en in de vijfde ronde schakelde hij verkeerd, waardoor het toerental opliep tot 17.000 en er een klep in de cilinder viel. Daarmee was ook Read uitgeschakeld. Dat zorgde ervoor dat Frank Perris met zijn Suzuki tweede kon worden en Santiago Herrero met de Ossa derde. Herrero had al een goed seizoen gedraaid en stond nu aan de leiding van het WK, maar de combinatie Carruthers/Benelli ging nog hoge ogen gooien.
In Assen was Pasolini nog steeds niet fit, maar hij reed de tweede trainingstijd in de 250cc-klasse. De 350cc-klasse liet hij de rest van het seizoen schieten. Pasolini won in Assen zijn eerste WK-race. Carruthers bleef bij Benelli, maar hij werd tweede achter Pasolini.
In België viel Pasolini uit met motorproblemen en Carruthers schakelde een paar keer verkeerd waardoor hij werd ingehaald door Santiago Herrero en Rodney Gould. Carruthers werd derde.
De 250cc-race van de DDR werd in de regen verreden, maar was desondanks leuk en spannend. Heinz Rosner (MZ) was hersteld van zijn sleutelbeenbreuk op Man en nam bij de start meteen de leiding. Herrero en Pasolini joegen achter hem aan, terwijl er ook om de vierde plaats gevochten werd door Gould, Carruthers en Kent Andersson. In de derde ronde nam Herrero de leiding en Pasolini was nu tweede. In de laatste ronde leverden Herrero en Pasolini nog een flink gevecht en uiteindelijk won Pasolini met een kleine voorsprong.
In Brno leidde Rodney Gould vier ronden lang en hij lag zelfs 3½ seconde vóór op Renzo Pasolini, maar toen begon de Yamaha steeds slechter te lopen en Pasolini ging voorbij. Kel Carruthers had al moeite genoeg de derde plaats vast te houden, want hij werd aangevallen door Heinz Rosner die 3 seconden tekortkwam.
De 250cc-race in Imatra was erg spannend. Het was schitterend weer (voor het eerst sinds men hier in 1965 naartoe verhuisd was) en Heinz Rosner nam met zijn MZ de leiding voor Herrero (Ossa), Pasolini (Benelli), Gould (Yamaha), Andersson (Yamaha), Carruthers (Benelli) en Bartusch (MZ). In de tweede ronde brak Rosner's krukas. Herrero nam de leiding over tot de 7e ronde toen Pasolini de kop overnam. In de twaalfde ronde ging Andersson voorop toen hij het ronderecord verbeterde. Herrero en Pasolini vielen allebei in de 14e ronde. Pasolini blesseerde zijn schouder en was voor de rest van seizoen uitgeschakeld. Herrero kon nog in de pit zijn stuurhelften laten repareren maar werd daardoor al op een ronde gezet. In de laatste ronde moest Gould ook door krukasproblemen stoppen waardoor de tweede plaats (achter Andersson) naar Bartusch ging, terwijl Börje Jansson (Yamaha) derde werd.
Nu het seizoen voor Pasolini voorbij was, moest Kel Carruthers de eer voor Benelli verdedigen. In de Ulster Grand Prix won hij met overmacht. In Monza kwam Phil Read weer eens aan de start. Hij had vrijwel het hele seizoen niet gereden (met uitzondering van het eenmalige optreden met de Benelli op het eiland Man). Hij hoopte op een Benelli-fabrieksracer voor de race in Monza, maar toen hij die niet kreeg startte hij met een productie-Yamaha. Read won de race vóór Kel Carruthers en die verloor de leiding in het wereldkampioenschap. De strijd om de titel moest in Joegoslavië beslist worden, want Santiago Herrero stond aan de leiding met 83 punten, maar Kel Carruthers en Kent Andersson hadden er allebei 82.
Op het stratencircuit van Opatija had Andersson het snelste getraind, Carruthers was tweede en zijn teamgenoot Gilberto Parlotti was derde. Herrero liep nog met een verbonden hand na zijn val in Ulster. De omstandigheden tijdens de race waren verraderlijk: door de motregen was het asfalt nat en de aangebrachte strepen waren erg glad. Goede omstandigheden voor de lichte, eencilinder Ossa van Herrero en die leidde dan ook na de eerste ronde vóór de beide Benelli's. De kampioenschapsstrijd ging nu nog alleen tussen Herrero en Carruthers, want Andersson raakte steeds verder achterop. In de 7e ronde viel Herrero, en de beide Benelli-coureurs konden zijn glijdende motorfiets maar net ontwijken. Het had waarschijnlijk wel concentratie gekost, want nu kwam Andersson ineens met 2 à 3 seconden per ronde dichterbij en in de 14e ronde was de strijd weer helemaal open, want Andersson reed aan de leiding. Nu begon het stuivertje wisselen tussen Carruthers en Andersson, tot die laatste een flinke sliding maakte en met 160 km/h zijn motor toch weer onder controle wist te krijgen. Hij had 30 meter achterstand opgelopen en die maakte hij niet meer goed. Andersson viel zelfs terug naar de derde plaats achter Parlotti, maar dat was genoeg om in het wereldkampioenschap tweede te worden. De wereldtitel was voor Kel Carruthers en Pasolini werd slechts vierde.
In 1970 konden Pasolini en Carruthers in de 350cc-klasse wel wat tegenstand bieden aan Giacomo Agostini, maar die was met zijn MV Agusta voor niemand te verslaan. Carruthers reed toen al vaak met Yamaha's, maar Pasolini bleef in dienst van Benelli.
Pasolini won weer twee 350cc-races in het voorseizoen: Rimini en Riccione. In de 350cc-klasse van het wereldkampioenschap werd hij drie keer tweede en één keer derde en hij eindigde achter Agostini en Carruthers op de derde plaats in het kampioenschap. Hij probeerde het ook nog twee keer met de 500 cc Benelli, maar viel telkens uit. In de 250cc-klasse kon Benelli niet meer aan de start komen, want daar was het maximale aantal cilinders op twee gesteld.
Gedurende het seizoen 1970 verslechterde de relatie tussen Pasolini en Benelli. Ze waren het oneens over de kwaliteit van de racemotoren, en het was dan ook logisch dat Renzo Pasolini terugkeerde naar zijn oude liefde Aermacchi. Dat was overgenomen door de AMF-Group (American Machine & Foundry), die ook Harley-Davidson bezat. Daardoor veranderde de naam aanvankelijk in Aermacchi Harley-Davidson. Een groot deel van het seizoen 1971 ging verloren aan het testen van de nieuwe 250cc-racers. Pas aan het einde van het seizoen kon Pasolini aan de start komen, wat resulteerde in een elfde plaats in Italië en een vijfde plaats in Spanje.
In 1972 was de Aermacchi-Harley racerijp. Het was een luchtgekoelde tweecilinder tweetakt die vrij eenvoudig van constructie was. Zo waren de inlaten zuigergestuurd (zonder roterende inlaten). Er werd een 250- en een 350cc-versie gemaakt. In de 250cc-klasse ging de strijd om de titel tussen Jarno Saarinen (Yamaha) en Renzo Pasolini, hoewel ook Rodney Gould (Yamaha) goed partij gaf. Uiteindelijk won Saarinen de wereldtitel met slechts één punt voorsprong op Pasolini. In de 350cc-klasse won Giacomo Agostini, met Saarinen als tweede en Pasolini als derde.
Pasolini volgde op 1 mei 1973 op het circuit van Vallelunga Agostini op als Italiaans 350 cc kampioen. Toen was hij al derde geworden in de 250 cc GP van Frankrijk. Net als in 1972 viel de Grand Prix des Nations in Monza vroeg in het seizoen, in bijna alle klassen was het de vierde race. Op 20 mei stond de Grand Prix op Monza gepland. In de 350cc-race startte Pasolini erg slecht, hij kwam na de eerste ronde als twaalfde door. Hij begon aan een spectaculaire inhaalrace, waarbij hij enkele malen het ronderecord scherper stelde. In de veertiende ronde nam hij de leiding van Agostini over. Drie ronden voor het einde van de race sloeg in de Parabolica-bocht zijn motor vast, waardoor hij uitviel. Hij was echter in vorm en begon vol goede moed aan de 250cc-race, met een nieuwe, watergekoelde versie van zijn Harley-Davidson.

## Overlijden in Monza

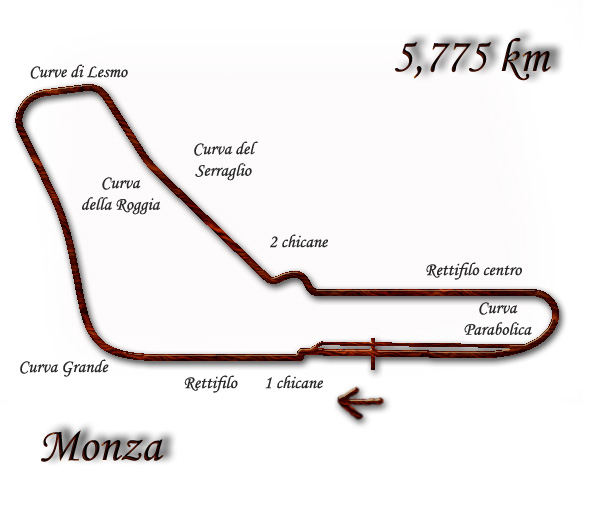
De lay-out van het Autodromo Nazionale di Monza in 1973

Hideo Kanaya (Yamaha) startte als snelste, achtervolgd door de rest. Toen 1 minuut en 50 seconden verstreken waren zouden de eerste coureurs weer uit de Parabolica-bocht het rechte stuk op moeten rijden, maar het bleef stil. Toen de eerste rijders richting de pit gingen, reden ze maar langzaam. Sommigen kwamen zelfs tegen de rijrichting terugrijden vanaf de Curva Grande. Mick Grant stopte huilend bij zijn pitbox, sommigen kwamen lopend terug. In de eerste bocht had een valpartij plaatsgevonden, die het leven kostte aan Renzo Pasolini en Jarno Saarinen. Omdat het hele veld nog bij elkaar lag ontstond een enorme carambolage, waarbij twaalf coureurs betrokken waren. Pasolini en Saarinen stierven aan hoofdletsel, maar hadden ook nog andere verwondingen.

### Oorzaak en gevolgen van het race-ongeval
Onmiddellijk na het ongeval ontstond een strijd tussen organisatoren, pers en deelnemers over de oorzaak van het ongeval. De belangen waren enorm: De Isle of Man TT was dit jaar geboycot door de toprijders na de dood van Gilberto Parlotti in de TT van 1972 en de veiligheid van de circuits stond overal ter discussie. Dat werd nog versterkt toen weken later in de Curva Grande drie doden vielen tijdens het Italiaanse 50 cc-juniorenkampioenschap.
Getuigen waren er buiten de deelnemers niet: de baancommissarissen hadden het niet zien gebeuren en de Curva Grande was niet bereikbaar voor het publiek. In de Curva Grande moet Dieter Braun op de eerste plaats hebben gelegen. Chas Mortimer herinnerde zich nog iets van het gebeurde. Volgens hem gleed Saarinen weg en kaatste zijn Yamaha via de vangrail terug de baan op. Kanaya raakte de Yamaha en ging over de kop. Mortimer viel zelf ook en Pasolini werd geraakt door de Yamaha van Mortimer. Een andere versie, waarbij slechts gesproken werd van "getuigen", meldt dat Pasolini probeerde Dieter Braun buitenom te passeren, weggleed en Braun in zijn val meenam, waarna een groot aantal rijders, waaronder Saarinen, op de rijders en hun machines in gereden waren. Weer een andere versie: Walter Villa had in de 350cc-race met zijn lekkende Benelli een oliespoor langs de hele baan gelegd. Dat was overal opgeruimd, behalve in de Curva Grande. In de 250cc-race viel Villa over zijn eigen oliespoor en leidde daardoor een massaval in.
Mogelijkheid 1de toestand van het circuit
| In de 350cc-race reed Walter Villa met een viercilinder Benelli. Hij lag op de derde plaats. Ongeveer acht ronden voor het einde merkten John Dodds en Kent Andersson dat hun achterwielen begonnen te glijden. Enkele ronden later zagen ze duidelijke oliesporen op de baan en ze beseften dat die van een van de rijders vóór hen kwamen. Ze konden niet zien wie het was door de enorme rookpluim uit zijn uitlaat. In de voorlaatste ronde haalden ze hem in en zagen dat het Walter Villa was. Diens achterband was al zo nat geworden dat hij met zijn voeten op de grond door de bochten reed. Villa ging de pit in, maar werd (met nog slechts één ronde te gaan) door zijn team terug de baan op gestuurd. Het belang voor het team was groot, een Italiaanse coureur op een Italiaanse motor in zijn thuisrace. Hij werd vijfde, slechts 15 seconden achter Dodds en Anderson. Villa voelde zich schuldig na het ongeval, maar zijn machine bevatte na de race nog twee van de oorspronkelijke drie liter olie. Met een normaal verbruik van een halve liter per race was er dus slechts een halve liter verdwenen. Die was echter voornamelijk als rook door de uitlaat gegaan, omdat de lekkage werd veroorzaakt door een gebroken zuiger. Als de olie over een breedte van 15 cm zou zijn verspreid, was er een oliefilm van maximaal slechts 0,0005 millimeter ontstaan. |

Er was sprake van een oliespoor op de baan, maar dat was na de valpartij van twaalf motorfietsen niet meer te controleren. Toch was dat oliespoor er vrijwel zeker, want in de pauze tussen de 350- en de 250cc-race hadden zelfs journalisten er bij de organisatie op aangedrongen de baan beter schoon te maken. Coureur John Dodds had dat ook gedaan, maar werd zelfs door de organisatoren bedreigd met uitsluiting van de 250cc-race. Een Franse journalist werd door de politie weggestuurd toen hij er bij de baancommissarissen op bleef aandringen de "olievlag" te blijven zwaaien in de Curva Grande. Daar kwam nog bij dat ook coureurs beseften dat de Curva Grande, waar ze ongeveer 200 km/h reden, gevaarlijk was. Er stonden vangrails voor de autoraces, maar motorfietsen konden hierdoor terugkaatsen op de baan, ondanks de strobalen die ervoor geplaatst waren. Saarinen had zijn zorgen hierover al kenbaar gemaakt, net als over de slechte reparatiestukken ter plaatse, waardoor het asfalt niet vlak was. Bovendien was er ander asfalt dan het originele gebruikt. Het was dan ook logisch dat de meeste coureurs die iets van de valpartij hadden gezien ervan uitgingen dat de olie op de baan de oorzaak was. Organisatoren, inclusief de overkoepelende FIM, trokken zich in die dagen nog niets aan van de coureurs. Behalve de echte toprijders waren ze ook afhankelijk van de organisatoren, die start- en prijzengelden bepaalden en ook beslisten of de privérijders van het Continental Circus werden uitgenodigd.
Mogelijkheid 2vastgelopen motor
Tijdens het onderzoek naar het ongeluk speelden de belangen van de betrokkenen een grote rol. Zowel de organisatoren als de fabrikanten hadden er belang bij de schuld bij een ander te leggen. De organisatoren, die al bekritiseerd waren over het gebrekkige circuit, kwam al snel met de verklaring dat de Yamaha van Saarinen én de Harley-Davidson allebei vastgelopen waren. Hoewel er nog even sprake van was dat de monteurs van Yamaha en Aermacchi (Harley-Davidson) elkaars motorblokken zouden onderzoeken, gebeurde dat niet. De Yamaha werd onder toezicht van de onderzoekscommissie  (onder leiding van Sandro Colombo) geopend door de monteurs Ferry Brouwer en Masayasu Mizoguchi en daarbij werden geen sporen van een vastloper gevonden. De zuigers konden vrij bewegen en waren niet beschadigd. De Harley werd ook geopend, maar hierbij was de onderzoekscommissie niet aanwezig.
Het rapport van de onderzoekscommissie bleef lang onbekend, alleen in Finland verscheen een kort uittreksel, omdat het verlies van Jarno Saarinen daar zo hard was aangekomen. Hieruit bleek dat er twee mogelijkheden waren: een defect aan de Harley-Davidson of een rijdersfout van Renzo Pasolini. Het onderzoek werd in oktober afgerond met het bericht dat de motor van Pasolini vastgelopen was, maar bij Aermacchi-Harley-Davidson bleef men erbij dat dit ook gebeurd kon zijn omdat het gas vol open had gestaan ná de val van Pasolini.

## Ducati Paso
In 1986 bracht Ducati, dat toen onder de vlag van Cagiva opereerde, de Ducati 750 Paso op de markt. Dit was een eerbetoon aan Renzo Pasolini, ontworpen door Massimo Tamburini. Cagiva had in 1978 de Italiaanse (Aermacchi) tak van Harley-Davidson overgenomen. Later volgde nog een vervolgmodel, de Ducati 906 Paso.

## Wereldkampioenschap wegrace resultaten
- Races in vetgedrukt geven behaalde polepositions aan; races in cursief geven een snelste ronde tijdens de race aan.
- Renzo Pasolini reed altijd op machines van Aermacchi en Benelli. Na de overname van Aermacchi door Harley-Davidson veranderde de naam aanvankelijk in "Aermacchi-Harley-Davidson" en uiteindelijk in "Harley-Davidson".

| Jaar | Klasse | Motorfiets              | 1       | 2       | 3       | 4       | 5       | 6       | 7       | 8      | 9       | 10    | 11     | 12    | 13    | Punten | Plaats | Overwinningen |
| ---- | ------ | ----------------------- | ------- | ------- | ------- | ------- | ------- | ------- | ------- | ------ | ------- | ----- | ------ | ----- | ----- | ------ | ------ | ------------- |
| 1964 | 350 cc | Aermacchi Ala d'Oro 350 | IOM -   | NED -   | DUI -   | DDR -   | ULS -   | FIN -   | NAT 4   | JPN -  |         |       |        |       |       | 3      | 13e    | 0             |
| 1965 | 250 cc | Aermacchi Ala d'Oro 250 | USA -   | DUI -   | SPA -   | FRA -   | IOM DNF | NED 8   | BEL -   | DDR -  | TSJ -   | ULS - | FIN -  | NAT - | JPN - | 0      | –      | 0             |
| 1965 | 350 cc | Aermacchi Ala d'Oro 350 |         | DUI 4   |         |         | IOM NC  | NED 4   |         | DDR -  | TSJ 5   | ULS - | FIN -  | NAT 6 | JPN - | 9      | 8e     | 0             |
| 1966 | 250 cc | Aermacchi Ala d'Oro 250 | SPA 3   | DUI -   | FRA 10  | NED -   | BEL -   | DDR -   | TSJ -   | FIN -  | ULS -   | IOM - | NAT -  | JPN - |       | 4      | 14e    | 0             |
| 1966 | 350 cc | Aermacchi Ala d'Oro 350 |         | DUI DNS | FRA 5   | NED 3   | BEL 4   |         | TSJ 5   | FIN -  | ULS -   | IOM - | NAT 2  | JPN - |       | 17     | 3e     | 0             |
| 1967 | 350 cc | Aermacchi Ala d'Oro 350 | DUI 3   | IOM NC  | NED 3   | DDR -   | TSJ -   | ULS -   | NAT -   | JPN -  |         |       |        |       |       | 8      | 8e     | 0             |
| 1967 | 500 cc | Benelli 500 4C          | DUI -   | IOM NC  | NED -   | BEL -   | DDR -   | TSJ -   | FIN -   | ULS -  | NAT -   | CAN - |        |       |       | 0      | –      | 0             |
| 1968 | 250 cc | Benelli 250 4C          | DUI -   | SPA -   | IOM 2   | NED 3   | BEL -   | DDR -   | TSJ -   | FIN -  | ULS -   | NAT - |        |       |       | 10     | 6e     | 0             |
| 1968 | 350 cc | Benelli 350 4C          | DUI 2   |         | IOM 2   | NED DNF |         | DDR -   | TSJ -   |        | ULS -   | NAT 2 |        |       |       | 18     | 2e     | 0             |
| 1968 | 500 cc | Benelli 500 4C          | DUI -   | SPA -   | IOM -   | NED -   | BEL -   | DDR -   | TSJ -   | FIN -  | ULS -   | NAT 2 |        |       |       | 6      | 12e    | 0             |
| 1969 | 250 cc | Benelli 250 4C          | SPA DNF | DUI -   | FRA -   | IOM -   | NED 1   | BEL DNF | DDR 1   | TSJ 1  | FIN DNF | ULS - | NAT -  | YUG - |       | 45     | 4e     | 3             |
| 1970 | 350 cc | Benelli 350 4C          | DUI -   | YUG -   | IOM DNF | NED 2   | DDR 2   | TSJ 2   | FIN DNF | ULS -  | NAT 3   | SPA - |        |       |       | 46     | 3e     | 0             |
| 1971 | 250 cc | Aermacchi 250           | OOS -   | DUI -   | IOM -   | NED -   | BEL -   | DDR -   | TSJ -   | ZWE -  | FIN -   | ULS - | NAT 11 | SPA 5 |       | 6      | 28e    | 0             |
| 1972 | 250 cc | Aermacchi 250           | DUI -   | FRA 2   | OOS -   | NAT 1   | IOM -   | YUG 1   | NED 2   | BEL 19 | DDR 2   | TSJ 2 | ZWE 3  | FIN - | SPA 1 | 93     | 2e     | 3             |
| 1972 | 350 cc | Aermacchi 350           | DUI 5   | FRA 3   | OOS 3   | NAT 2   | IOM -   | YUG -   | NED 3   |        | DDR 2   | TSJ 2 | ZWE 4  | FIN 3 | SPA 2 | 78     | 3e     | 0             |
| 1973 | 250 cc | Harley-Davidson RR 250  | FRA 3   | OOS -   | DUI -   | IOM -   | NAT DNF | –       | –       | –      | –       | –     | –      | –     | –     | 10     | 19e    | 0             |